# St. Jakobus (Dienstadt)

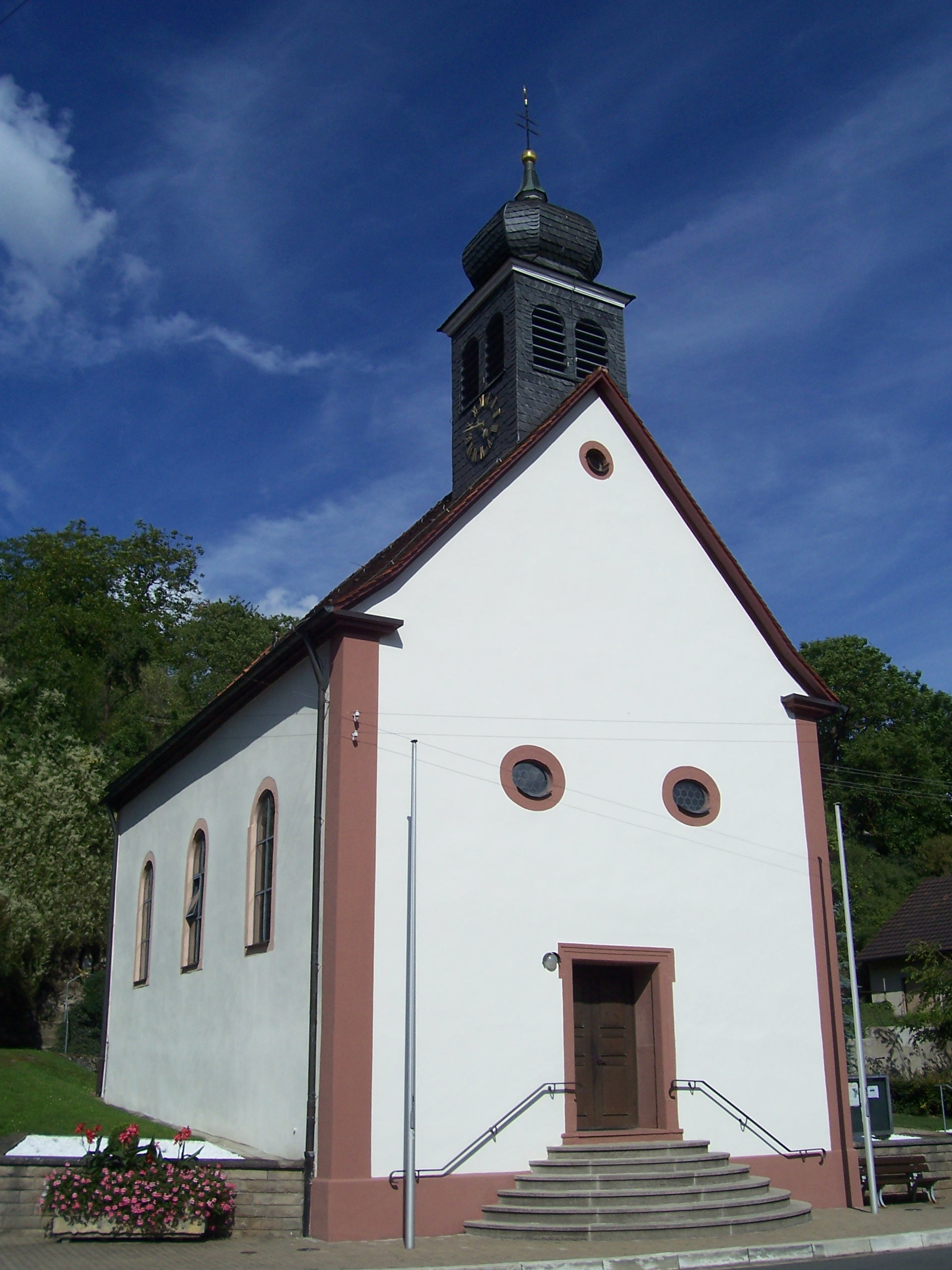
St. Jakobus in Dienstadt

Die römisch-katholische Filialkirche St. Jakobus in Dienstadt, einem Stadtteil von Tauberbischofsheim im Main-Tauber-Kreis in Baden-Württemberg, wurde im 18. Jahrhundert erbaut.

## Geschichte
Die Jakobuskirche wurde im 18. Jahrhundert erbaut. Sie ist eine Filiale der Stadtkirche St. Martin in Tauberbischofsheim. Die Grundmauern des Chores stammen aus dem 14. Jahrhundert, das Kirchenschiff wurde 1782 gebaut.
Die Dienstädter Jakobuskirche gehört zur Seelsorgeeinheit Tauberbischofsheim, die dem Dekanat Tauberbischofsheim des Erzbistums Freiburg zugeordnet ist.

## Kirchenbau und Ausstattung

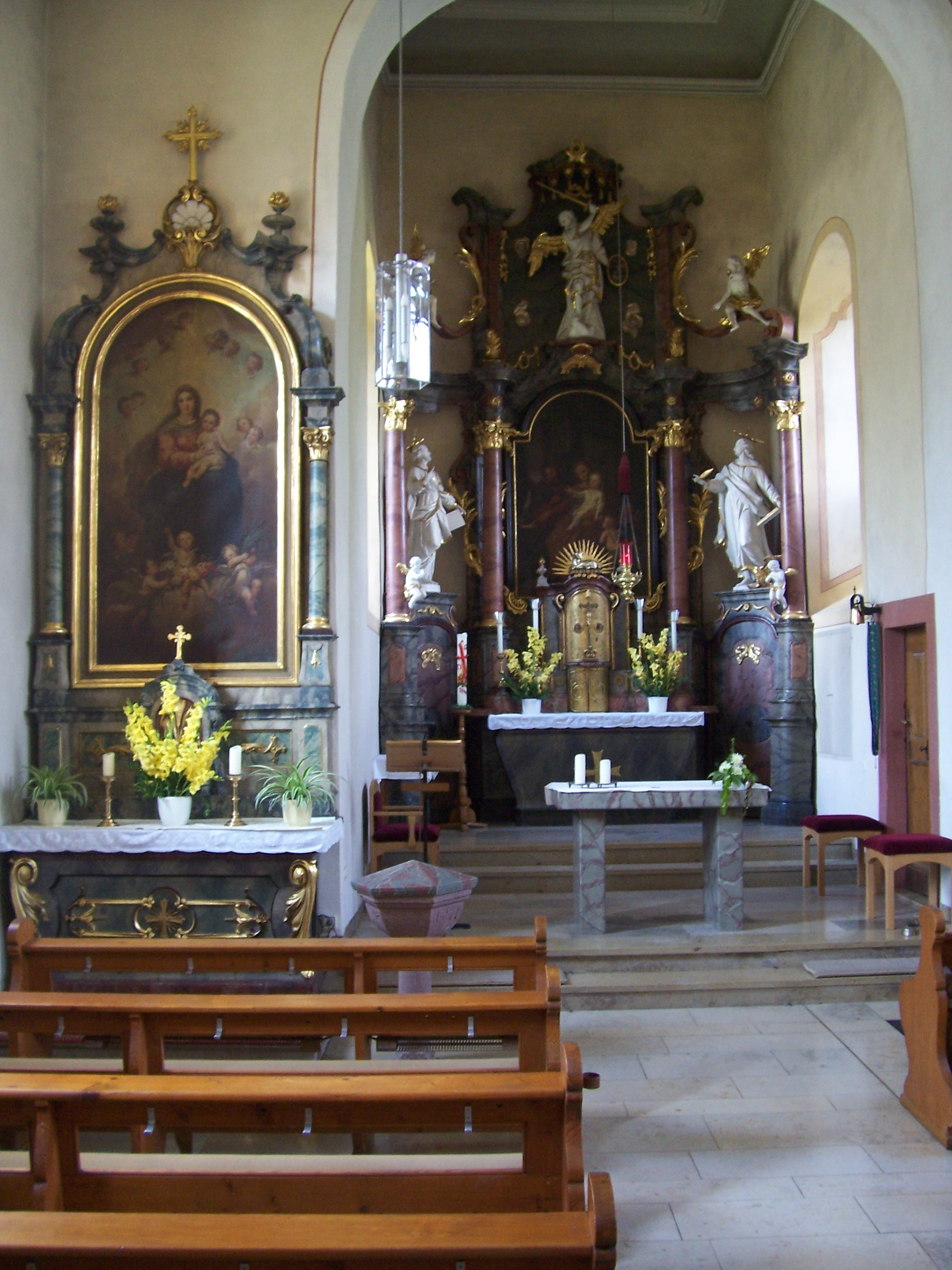
St. Jakobus innen

Im Dachreiter über der Eingangsfassade hängen drei Glocken aus Bronze, die 1952 von Friedrich Wilhelm Schilling gegossen wurden.
| Glocke | Durchmesser | Gewicht | Schlagton |
| ------ | ----------- | ------- | --------- |
| 1      | 671 mm      | 200 kg  | des″+8    |
| 2      | 598 mm      | 137 kg  | es″+8     |
| 3      | 528 mm      | 099 kg  | f″+8      |

Zur Ausstattung zählt unter anderem ein Taufstein aus dem Jahre 1671 und ein 1902 erstelltes Seitenaltar-Gemälde von Eulogius Böhler.

## Mariengrotte
An einer Felsenwand hinter dem Kirchengebäude befindet sich eine Mariengrotte.

## Denkmalschutz
Die Jakobuskirche befindet sich an der Straße Unterdorf 9 (Flst.Nr. 0-6) und steht unter Denkmalschutz.